# Jadwinin (województwo mazowieckie)
Jadwinin – wieś w Polsce położona w województwie mazowieckim, w powiecie wołomińskim, w gminie Tłuszcz. Ma status sołectwa.
Nazwa wsi obowiązuje od 1 stycznia 2016.
W latach 1975–1998 miejscowość należała administracyjnie do województwa ostrołęckiego.
Wierni Kościoła rzymskokatolickiego należą do parafii św. Jana Chrzciciela w Miąsem.